# Arithmetica
Arithmetica is een Oudgriekse tekst over wiskunde, geschreven door de wiskundige Diophantus in de 3e eeuw na Christus. Het is een verzameling van 130 algebraïsche problemen met numerieke oplossingen van bepaalde vergelijkingen (met een unieke oplossing) en onbepaalde vergelijkingen. 

## Samenvatting
De vergelijkingen in het boek worden tegenwoordig diofantische vergelijkingen genoemd. De meeste Arithmetica- problemen leiden tot kwadratische vergelijkingen.  
Arithmetica werd oorspronkelijk geschreven in dertien boeken, maar de Griekse manuscripten die de tand des tijds overleefd hebben, bevatten niet meer dan zes boeken. In 1968 vond Fuat Sezgin vier voorheen onbekende boeken van Arithmetica bij het heiligdom van Imam Rezā in de heilige islamitische stad Mashhad in het noordoosten van Iran. De vier boeken zouden door Qusta ibn Luqa (820-912) van het Grieks naar het Arabisch zijn vertaald. Norbert Schappacher schreef hierover:
[De vier ontbrekende boeken] doken rond 1971 op in de Astan Quds-bibliotheek in Meshed (Iran) in een kopie uit 1198 AD. Het werd niet gecatalogiseerd onder de naam Diophantus (maar onder die van Qusta ibn Luqa) omdat de bibliothecaris blijkbaar niet in staat was de hoofdregel van het voorblad te lezen, waar de naam van Diophantus in geometrische Kufi-kalligrafie voorkomt.
Arithmetica werd bekend bij wiskundigen in de islamitische wereld in de tiende eeuw toen Abu'l-Wefa het in het Arabisch vertaalde.
In 1585 voegde Simon Stevin de vragen en de antwoorden van de eerste vier boeken toe aan zijn werk L'arithmètique. Hij maakte een vrije vertaling, zodanig dat dit stilistisch aansloot bij de rest van zijn boek.